# Тигранян, Армен Тигранович
Арме́н Тигра́нович Тиграня́н (арм. Արմեն Տիգրանյան; 14 [26] декабря 1879, Александрополь, Эриванская губерния, Российская империя — 10 февраля 1950 года, Тбилиси, Грузинская ССР, СССР) — армянский композитор.  Заслуженный деятель искусств Армянской ССР (1935).  Заслуженный деятель искусств Грузинской ССР (1936).

## Биография
Окончил Тбилисское музыкальное училище (1902) как флейтист, занимался также теорией музыки у Николая Кленовского. Частным образом изучал композицию под руководством Макара Екмаляна. По окончании училища вернулся в Александрополь, где организовал любительский хор, во главе которого гастролировал по Закавказью. С 1913 жил и работал в Тбилиси, выступая как один из наиболее активных организаторов армянской музыкальной жизни в Грузии.

## Творчество
Наиболее известными работами Тиграняна стали две национальные оперы — Ануш (1912, по поэме Ованеса Туманяна) и Давид-Бек (1950, по одноимённому роману Раффи), премьера второй состоялась всего за несколько месяцев до его смерти, была последней его работой. Среди других сочинений Тиграняна — кантата «К 15-летию Советской Армении» для хора и оркестра (1936), Танцевальная сюита для оркестра (1946), фортепианные и хоровые произведения, песни на стихи Аветика Исаакяна, театральная музыка. Тигранян также перевёл на армянский язык ряд либретто, в том числе к операм «Кармен» и «Риголетто».

## Награды и звания
- Орден Ленина (04.11.1939) — «за выдающиеся заслуги в деле развития армянского театрального и музыкального искусства».
- Заслуженный деятель искусств Армянской ССР (1935).
- Заслуженный деятель искусств Грузинской ССР (1936).

- Памятник Армену Тиграняну в Гюмри
- Мемориальная доска на доме, где жил Армен Тигранян. Ереван, пр. Месропа Маштоца
- Мемориальная доска на доме, где жил Армен Тигранян в Тбилиси (ул. Амаглеба, 27)